# Luisín Rodríguez
José Luis Rodríguez Menéndez (Mieres, Asturias, 11 de mayo de 1910-Burgos, 21 de marzo de 1990), deportivamente conocido como Luisín fue un futbolista y entrenador español.
Como futbolista jugó un total de 10 temporadas, principalmente como delantero, entre los años 1927 y 1941, pasando por diversas categorías, desde los campeonatos regionales de fútbol de España hasta la Primera División. Formó parte de la plantilla del Caudal de Mieres, Club Deportivo Logroño, Real Oviedo y el Sevilla Fútbol Club.
Además, compitió con la selección asturiana, la selección guipuzcoana y llegó a estar preseleccionado para la selección nacional.
Durante su etapa como entrenador, entre los años 1941 y 1956, estuvo al frente del Club Deportivo Logroñés y su filial el Logroño Recreación Club; Deportivo Maestranza Aérea y Caudal de Mieres.

## Trayectoria como jugador

### Inicios
Nació en 1910 en la localidad asturiana de Mieres, importante centro industrial del momento situado en las cuencas mineras asturianas. Quinto de seis hermanos, durante su infancia estudió en las Escuelas Cristianas Lasalle, donde además, empezó a jugar al fútbol en el equipo del colegio, llamado Príncipe.
De esta época le viene el apodo de Hüesín, probablemente por su condición física (pequeño y delgado).
A los 14 años pasó a jugar al Racing de Mieres, que posteriormente pasaría a llamarse Caudal de Mieres, siendo entonces el benjamín del equipo. El equipo se desplazaba en tren por los diferentes pueblos de la zona para participar en diversos campeonatos.
De estos años, es recordado por un memorable partido contra el Fortuna, en el que metió cuatro goles y dio tres asistencias, ganando su equipo 7-1.
A los 16 años, se incorporó a las categorías inferiores del Real Oviedo y un año más tarde, firmó su primer contrato como profesional en el Club Deportivo Logroño, en el que transcurrió la mayor parte de su vida deportiva.

### CD Logroño y selección guipuzcoana
En 1927, marcha a la capital riojana para jugar en el Club Deportivo Logroño, fundado 7 años antes y cuyo sucesor sería el Club Deportivo Logroñés, y que por aquel entonces participaba en el campeonato regional de Guipúzcoa.
En la temporada 1928/29, con la creación de liga española de fútbol, el equipo riojano obtiene una plaza para entrar en el grupo B de Segunda División pero es derrotado en las eliminatorias. La temporada 1929/30, El Club Deportivo Logroño jugaría en Tercera División.
Tras una discreta temporada 1929/30, la siguiente temporada terminó 2º en el grupo B de Tercera División, cerca de disputar la promoción de ascenso a Segunda. Ese puesto les daba derecho a jugar la Copa de España, donde se convertiría en el equipo revelación. Vapuleó a la Cultural Leonesa en primera ronda y después venció al Real Valladolid y CD Castellón, con goles de Luisín en sendos partidos.
De este modo, el Club Deportivo Logroño se plantaba en semifinales, donde esperaba el Athletic Club, reciente campeón de liga. Los leones aplastaron al equipo riojano en Las Gaunas (0-6) y en San Mamés (6-3), con gol de Luisín de penalti.
Tras la exitosa temporada anterior, durante la campaña 1931/32, el Logroño terminó segundo el Campeonato Mancomunado de Guipúzcoa, Navarra, La Rioja y Aragón, solo superado por el Donostia FC en el goal average. Esta es la temporada en la que Luisín comienza a destacar como un rápido delantero, ya habitual en los onces titulares del equipo.
La temporada 1932/33 supone el despegue de Luisín como futbolista. El Club Deportivo Logroño consigue su primer título, terminando primero su grupo en Tercera División. En la promoción de ascenso a Segunda División pierde frente al Zaragoza CF.
Los goles de Luisín en Logroño consiguen que las selecciones regionales quieran contar con él. Primero, la selección asturiana lo convocó para dos partidos amistosos frente al combinado portugués, uno en el estadio del Molinón y otro en Lisboa. La potente selección asturiana, con jugadores como Isidro Lángara o Gallart, venció los dos partidos, 3-1 y 1-2 respectivamente.
También es llamado por la selección guipuzcoana que tradicionalmente jugaba en Francia todos los inviernos. En 1933 es convocado y viaja a París junto con la selección para jugar dos partidos frente al combinado francés. Tras un mal partido en Rouen,el equipo gana en la capital francesa por 5-3 anotando Luisín el gol decisivo, y siendo ovacionado por el público y alabado por la prensa del momento.
La excelente temporada realizada por Luisín no pasa desapercibida y llama la atención de dos clubes de Primera División: el Donostia FC y el Real Oviedo. Tras fracasar en el último momento las negociaciones con el equipo guipuzcoano, que buscaba un delantero centro, es fichado por el Real Oviedo.
De este modo, Luisín afronta su primer año en Primera División volviendo a su tierra natal.

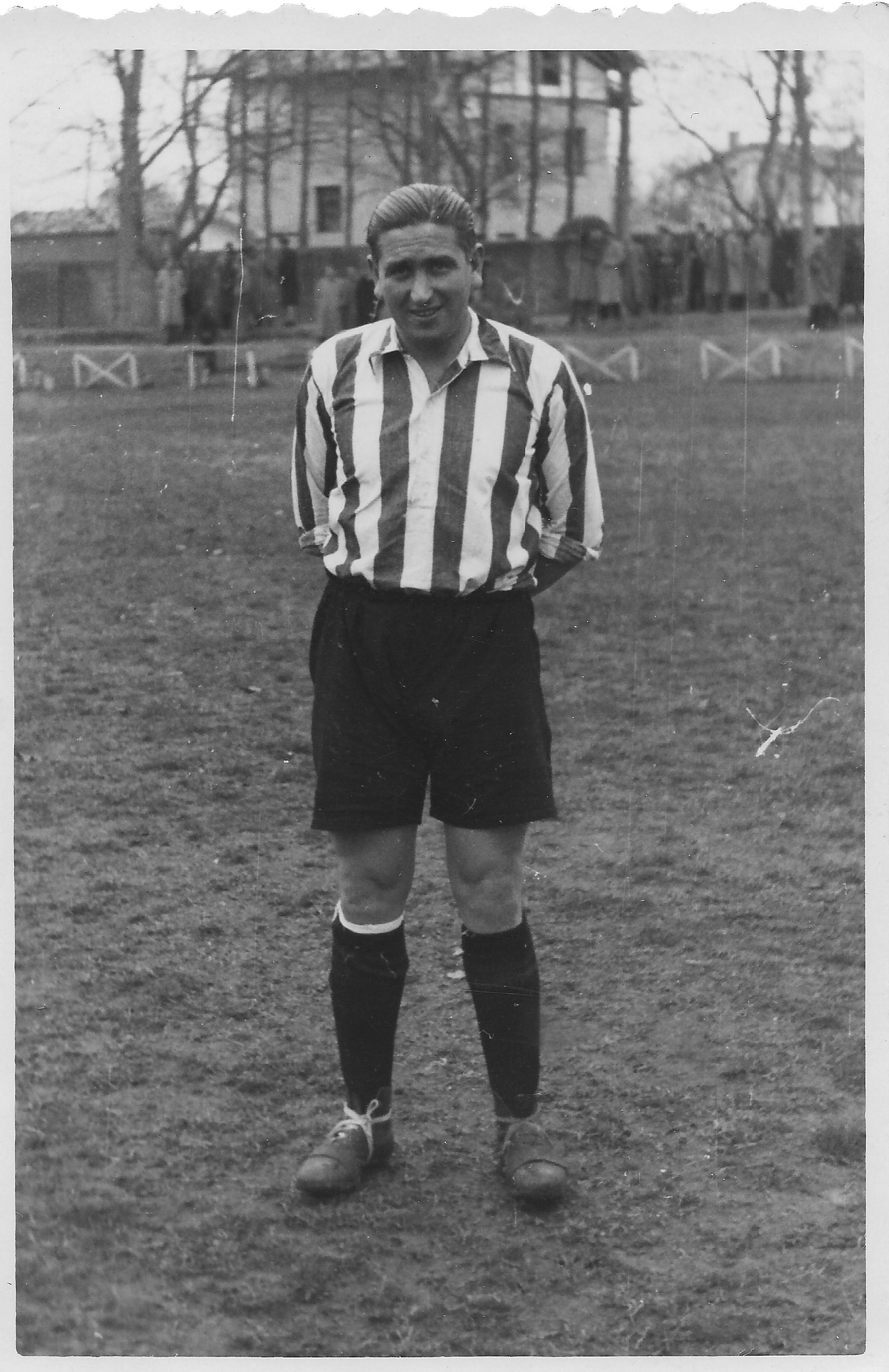
Luisín, jugador del Club Deportivo Logroño

### Primera División
En la temporada 1933/34, Luisín, con apenas 23 años, debutó en la máxima categoría del fútbol español como jugador del Real Oviedo, recién ascendido a Primera División. El equipo asturiano terminó la temporada en una meritoria sexta posición.
La buena campaña de Luisín no pasó desapercibida para Amadeo García de Salazar, recién nombrado entrenador de la selección nacional, que lo preseleccionó en vísperas del Mundial de Fútbol de 1934, celebrado en Italia. Sin embargo, una fractura de tibia y peroné en un partido disputado en Vigo impide a Luisín optar a una plaza en el combinado nacional.
Luisín afrontó en la temporada 34/35 su segunda temporada en las filas del Real Oviedo. El equipo realizó una gran temporada, llegando a marcar 60 goles en 20 partidos. Una gran delantera que llevó al equipo a la tercera posición.
En 1935 Luisín llega al Sevilla FC. Debuta el 17 de noviembre formando parte de la delantera, empatando 1-1 contra su antiguo equipo, el Oviedo. Realizó una buena temporada en el club hispalense, destacando su gol frente al Fútbol Club Barcelona. 
El 30 de junio de 1936, causó baja.
Tras el paréntesis de la Guerra Civil y la suspensión del campeonato entre 1936 y 1939, Luisín, como otros muchos futbolistas del momento, ve frenada su progresión como futbolista. 
En 1940, regresa a Logroño para formar parte del recién creado Club Deportivo Logroñés, que competiría en la Primera Categoría Regional Gupuzcoana, intentando dar el salto a la Segunda División. En la segunda ronda debuta Luisín, cuya presencia se deja sentir. El Logroñés se proclama campeón de la fase de Guipúzcoa, ayudado por los goles de Luisín en su última temporada como jugador.

## Trayectoria como entrenador
Comienza la temporada 1941/42 con Luis Rodríguez «Luisín» como entrenador y jugador del CD Logroñés, que permanece en la misma categoría que la temporada anterior. De nuevo el Logroñés se proclama campeón y obtiene una plaza en la promoción de ascenso a Segunda División. Sin embargo, no se logra el ascenso. A pesar de esto, la afición queda muy satisfecha con la temporada realizada.

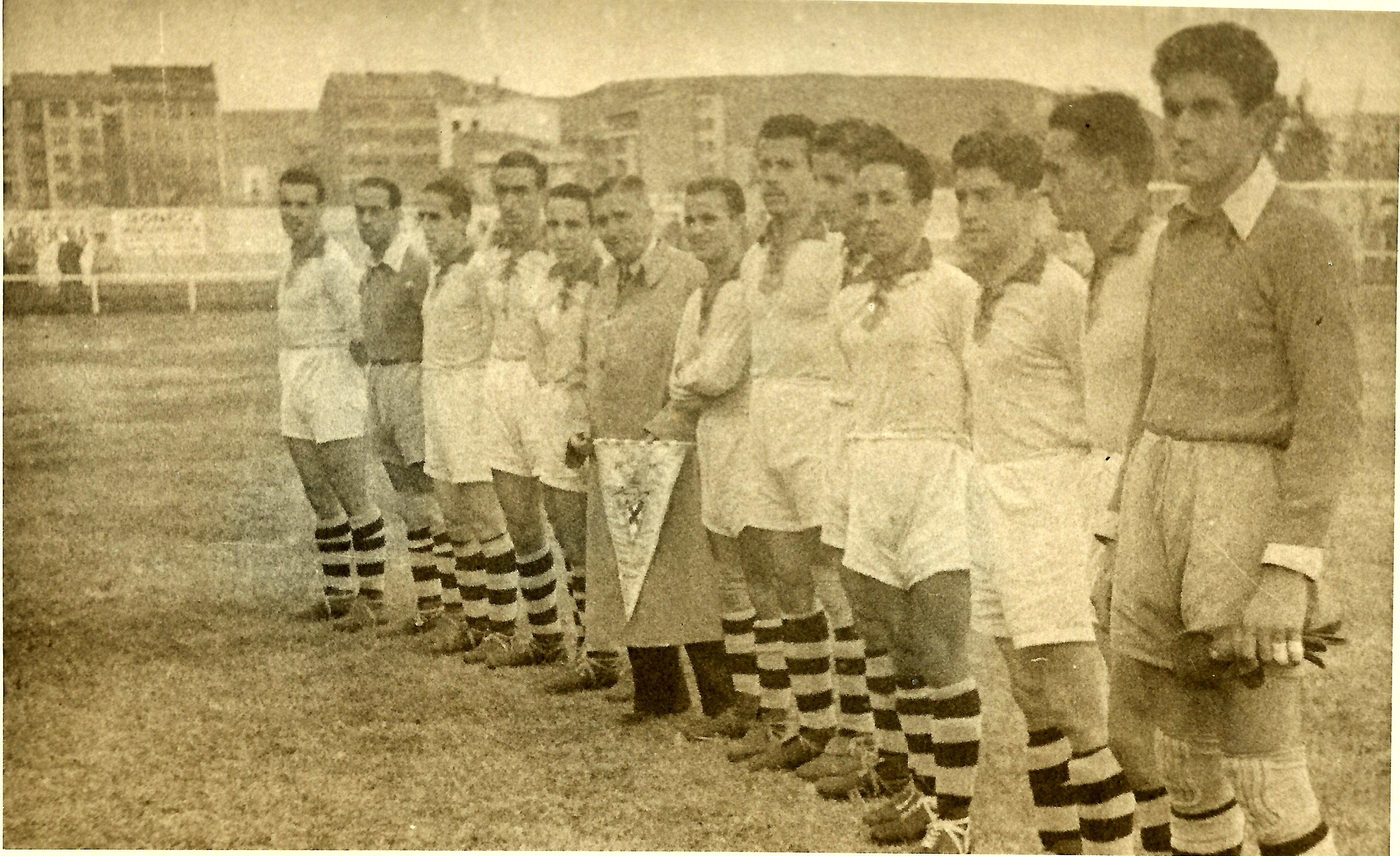
Luisín, en el centro, homenajeado por el Deportivo Maestranza Aérea en 1949

Tras dos años en el equipo riojano, Luisín deja el equipo, al que volverá como entrenador en la temporada 1955/56.
Luisín no abandona Logroño y se convierte en el nuevo técnico del recién creado Deportivo Maestranza Aérea, en el cual permanece durante 5 temporadas consecutivas hasta 1949. El equipo riojano participó en la Tercera división española, destacando un subcampeonato en 1948.
Tras la desaparición del Deportivo Maestranza Aérea, nace el filial del CD Logroñés, llamado Logroño Recreación Club, que militará en Tercera División. Luisín, exjugador y entrenador de Logroñés, quedará el frente del nuevo equipo.
Después de unos años en el filial logroñés, en 1954 vuelve a su tierra para quedar al cargo del equipo en el que comenzó su vida deportiva, el Caudal de Mieres. El equipo asturiano afrontaba en aquel momento su cuarta temporada en Segunda División.
Finalmente, Luisín vuelve a Logroño para afrontar su última temporada como entrenador, en 1955, también en Segunda División.